# Clostridium leptum
Espèce
Clostridium leptum est une espèce de bactéries de la famille des Clostridiaceae.
C'est une bactérie de la flore bactérienne intestinale humaine. La réduction de sa population au sein de la flore intestinale a été observée chez des patients atteints de la maladie inflammatoire chronique de l'intestin.
Son génome a été séquencé.